# Messier 95
Messier 95 = NGC 3351  ist eine Balkenspiralgalaxie vom Hubble-Typ SB(r)b mit einer Flächenausdehnung von 7,4' × 5,0' im Sternbild Löwe an der Ekliptik. Sie ist schätzungsweise 30 Mio. Lichtjahre von der Milchstraße entfernt und wird als Starburstgalaxie klassifiziert. Die Galaxie gehört der Galaxiengruppe um Messier 96 (auch Leo-I-Gruppe genannt) an. 

2012 konnte man die Supernova SN 2012aw in M95 beobachten mit einer Helligkeit von 13 mag.
Das Objekt wurde am 20. März 1781 von dem französischen Astronomen Pierre Méchain entdeckt.

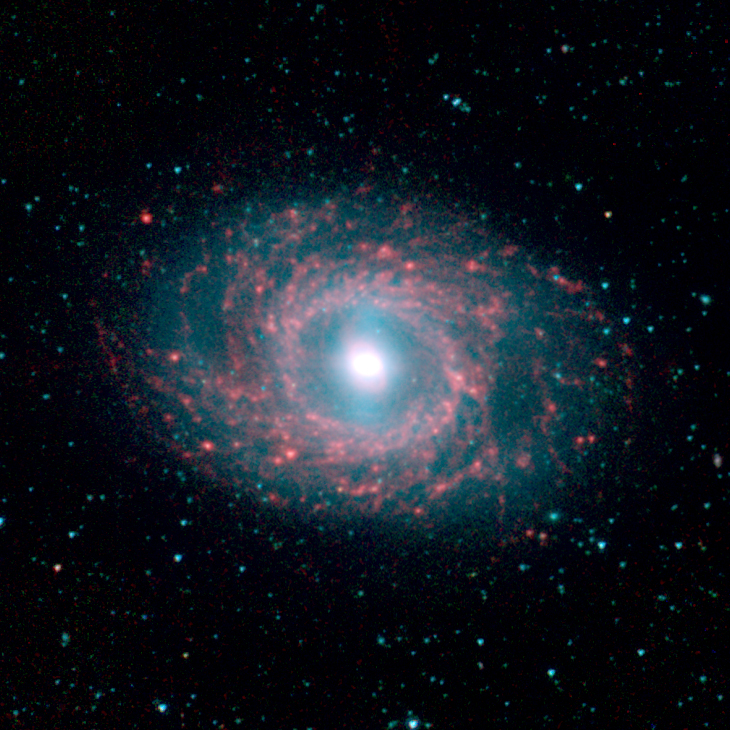
Aufnahme der Balkenspiralgalaxie M 95 mit dem Spitzer-Weltraumteleskop
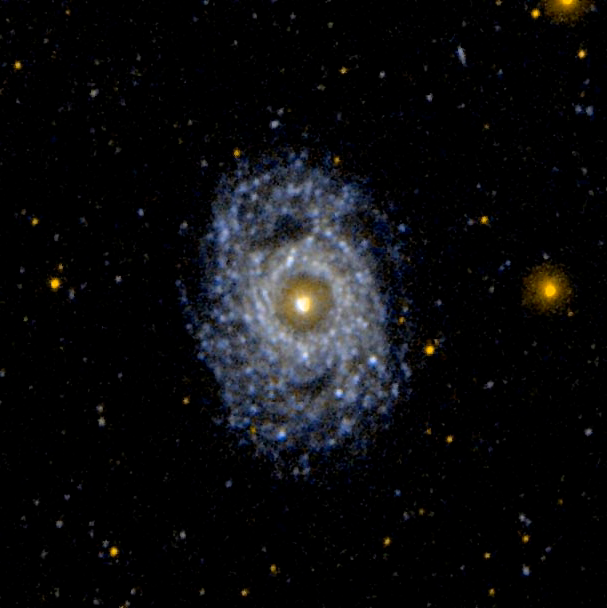
Ultraviolettaufnahme von M 95 mittels GALEX
Detailaufnahme des Zentrums mithilfe des Hubble-Weltraumteleskops
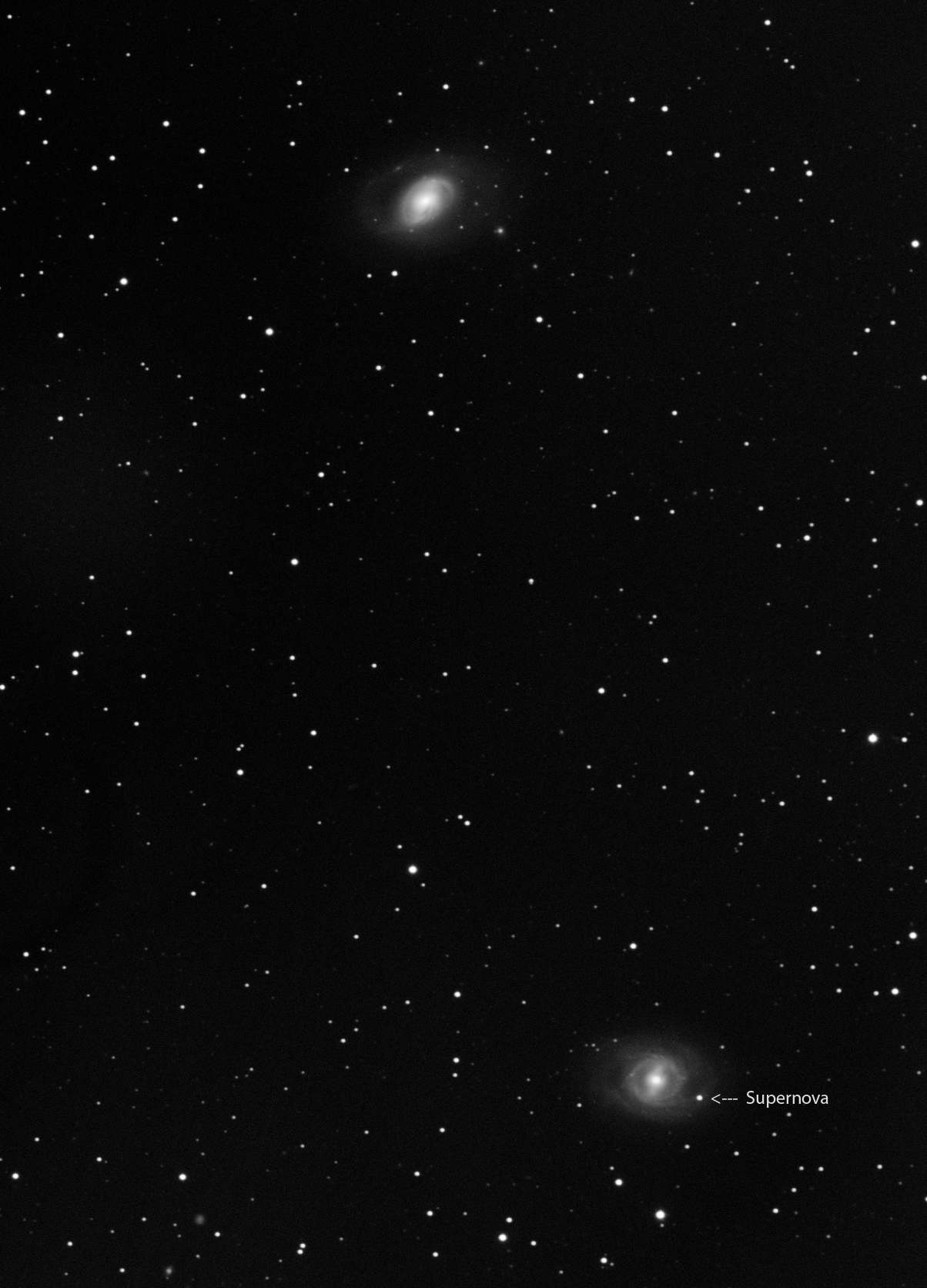
Messier 95 aufgenommen im März 2012 von einem Amateur-Astronomen aus Österreich.
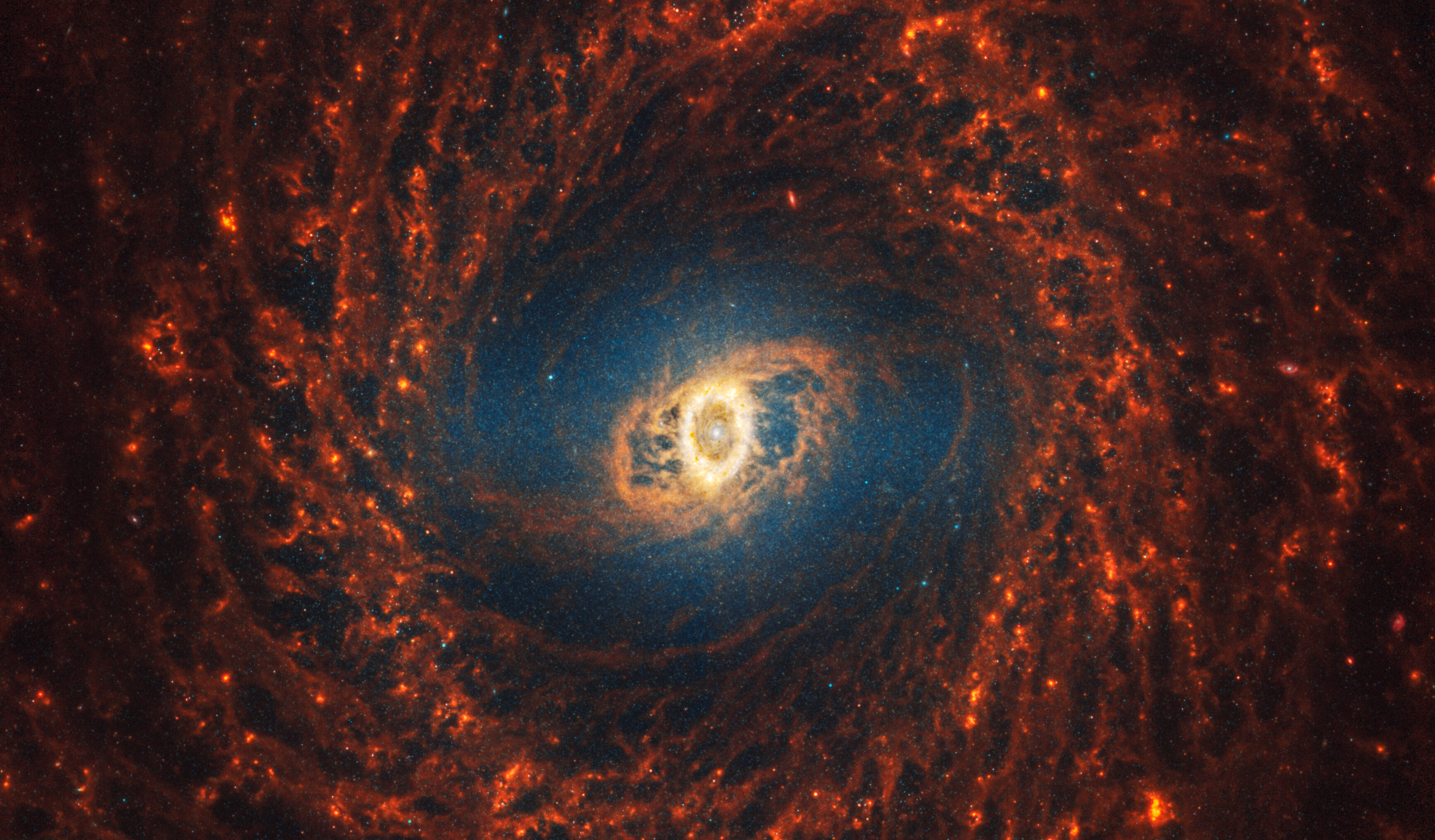
Infrarotaufnahmen mithilfe des James-Webb-Weltraumteleskops